# Yalvaç
Yalvaç là một huyện thuộc tỉnh Isparta, Thổ Nhĩ Kỳ. Huyện có diện tích 1415 km² và dân số thời điểm năm 2007 là 57004 người, mật độ 40 người/km².